# رولي تومسون
رولي تومسون (26 سبتمبر 1932 في المملكة المتحدة - 16 مايو 2003) (بالإنجليزية: Roly Thompson)‏ هو لاعب كريكت بريطاني. لعب مع نادي وارويكشاير للكريكيت ‏ وCombined Services cricket team ‏.